# 1368

## Události
- Nástup dynastie Ming v Číně. Svrhla Mongolskou dynastii Jüan. Konec Velké Džingischánovy Mongolské říše.
- První písemná zmínka o moravském šlechtici Pavlíkovi ze Sovince.
- První písemná zmínka o obci Újezd (Kunštát)

### Probíhající události
- 1337–1453 – Stoletá válka
- 1351–1368 – Povstání rudých turbanů

## Narození
Česko
- 14. února – Zikmund Lucemburský, český král († 9. prosince 1437)
- 3. prosince – Karel VI., francouzský král († 21. října 1422)
- Martin V., 206. papež katolické církve († 20. února 1431)

## Úmrtí
Česko
- Zbyněk Zajíc z Hazmburka, český šlechtic, rádce Karla IV. a nejvyšší číšník (* ?)

Svět
- 28. července – Boleslav II. Malý, svídnicko-javorský kníže (* 1312)
- 7. října – Lionel z Antverp, anglický princ, vévoda z Clarence, hrabě z Ulsteru (* 29. listopadu 1338)
- ? – Markéta Brabantská, flanderská hraběnka (* 9. února 1323)
- ? – Čchen Jou-ting, čínský voják a politik za dynastie Jüan (* 1330)

## Hlavy státu
- České království – Karel IV.
- Moravské markrabství – Jan Jindřich
- Svatá říše římská – Karel IV.
- Papež – bl. Urban V.
- Kastilie – Pedro I. Kastilský
- Anglické království – Eduard III.
- Francouzské království – Karel V. Moudrý
- Polské království – Kazimír III. Veliký
- Uherské království – Ludvík I. Uherský
- Lucemburské vévodství – Václav Lucemburský
- Portugalsko – Ferdinand I.
- Dánsko – Valdemar IV.
- Švédsko – Albrecht Meklenburský
- Norsko – Haakon VI. Magnusson
- Byzantská říše – Jan V. Palaiologos
- Osmanská říše – Murad I.